# Fort de Chapoly
Fort de Chapoly is een fort in de Franse gemeente Saint-Genis-les-Ollières, ten westen van Lyon. Het fort werd in 1891 gebouwd en maakte deel uit van de tweede verdedigingsgordel om Lyon en van het Séré de Rivières-systeem, een linie van forten langs de Franse grenzen en kusten. Anders dan eerdere forten werd het van beton gemaakt; het was omringd door een vier meter diepe gracht.
Tijdens de Eerste Wereldoorlog werden manschappen van het 11de Regiment Infanterie hier gehuisvest. Na de oorlog werd het fort een gevangenis voor deserteurs. Tijdens de beginfase van de Tweede Wereldoorlog, de Schemeroorlog, waren de manschappen van het 298ste Regiment Artillerie ondergebracht in Fort de Chapoly.
Na de wapenstilstand van 22 juni 1940 lag Fort de Chapoly in Vichy-Frankrijk, het door Philippe Pétain bestuurde, niet-bezette deel van het land. Het fort werd gebruikt als gevangenis voor verzetsmensen en  geallieerden. Ook werden er groepen opgepakte Joden vastgehouden, in afwachting van deportatie. Vijf Nederlanders, onder wie Frederik Kragt en Tolo Saryusz Makowski, slaagden erin te ontsnappen. De Maquis bevrijdde het fort in 1944, waarna het als gevangenis diende voor Duitsers en Russen die in het Duitse leger hadden gediend.
Het fort is eigendom van het Ministerie van Defensie. Er is nu een educatief centrum. In 2012 werd een deel van de grond verkocht.